# Spoorlijn Pont-de-Sallaumines - Carvin
De Spoorlijn Pont-de-Sallaumines - Carvin was een Franse spoorlijn van Sallaumines naar Carvin. 

## Geschiedenis
De lijn werd aangelegd door de Compagnie des mines de Courrières en geopend een 19e eeuw om de diverse mijnbouwinstallaties onderling te verbinden.

## Aansluitingen
In de volgende plaatsen was er een aansluiting op de volgende spoorlijnen:
Pont-de-Sallaumines
RFN 284 306, raccordement van Sallaumines
RFN 284 000, spoorlijn tussen Lens en Ostricourt
Carvin
RFN 285 000,  spoorlijn tussen Hénin-Beaumont en Bauvin-Provin
RFN 285 600, stamlijn tussen Carvin en Libercourt
RFN 286 612, stamlijn Pont-à-Vendin 2